# 司马伦
司馬倫（240年代?—301年6月5日），字子彝，晉朝宗室，司馬懿第九子，母為柏夫人。司馬倫是參與八王之亂的八王之一，一度自立为西晉皇帝。

## 生平

### 早年
司马伦于曹魏嘉平二年（250年）封安樂亭侯，後五等爵建，改封東安子，拜諫議大夫。
晉武帝司馬炎建國後，封司馬倫為琅邪王。時坐使散騎將劉緝買工所將盜御裘，廷尉杜友正緝棄市，倫當與緝同罪。晉武帝以倫為血親，下詔赦免。歷任行東中郎將、宣威將軍。咸寧三年（277年），改封趙王，遷平北將軍、督鄴城守事，後進安北將軍。

### 惠帝時期
元康初年，改任征西將軍、開府儀同三司，守鎮關中。因他刑賞不公，胡乱杀死数十位羌酋，引致氐羌反叛，於是被召回京，拜車騎將軍、太子太傅。深交皇后賈南風（晉惠帝皇后），為賈后所親信。求錄尚書、尚書令等職，但在大臣張華、裴頠反對下不可。
賈后謀害愍懷太子司馬遹，使他被废。司马伦等奉命带兵去东宫抓捕太子，事后領右軍將軍。左卫司马督司马雅、常从督许超都是太子旧属，通过孙秀企圖策動司马伦政變廢賈后復立太子，孙秀同意，告诉司马伦后司马伦也同意。但准备起事时，孙秀又对司马伦说太子復立後不会感激曾是賈后一派的他，反而会报复，建议他等太子遇害再以为太子报仇为由推翻賈后。他於是没有救废太子，更与孙秀力勸賈后儘早謀害废太子，以絕眾望。
废太子遇害後，司马倫以為太子復仇為名發動政變。散骑常侍领左军将军、翊军校尉齐王司马冏虽是贾后外甥但有隙，司马伦就秘密和他结交，派他自称奉诏书去抓捕贾后，廢賈后為庶人，幽禁於建始殿，更把她運去金墉城，不久以金屑酒毒杀。司马倫更矯詔自為使持節、大都督、督中外諸軍事、相國，侍中、王如故，體制一如司馬懿、司馬昭輔魏之故事。例如其子司馬馥封為前將軍，封濟陽王。另一子司馬虔為黃門郎，封汝陰王。
淮南王司馬允为中护军，得军心，察觉到司马伦有异心，有心铲除；司马伦也忌惮，改司马允为太尉，意图夺其兵权。司马允称病不受，司马伦就派御史刘机谴责司马允抗命是谋反。司马允神情严厉地对左右说：“赵王欲毁我家！”遂率国兵及帐下七百人冲出，大叫说：“赵王反，我要攻打他，愿辅佐我者来。”于是归附者众多。司马允包围相府，其将兵都是淮南奇才剑客，司马伦屡败，死了1000多人。太子左率陳徽率領東宮士兵在相府內響應司馬允，助威吶喊。司马允在承华门前弓弩齐发，飞箭如雨下。主书司马畦秘以身帮司马伦挡箭，背部中箭而死。司马伦的官员们都躲在树后面，每颗树都中数百箭。陈徽的哥哥中书令陈淮请求晋惠帝派人拿白虎幡去解斗，其实麾驺幡才是解斗的，白虎幡是主杀，帝王诏令传信督战之用。陈淮以为只要司马允手拿到白虎幡，司马伦的士兵就会不战而败。于是晋惠帝派司马督护伏胤手拿白虎幡，率领四百名骑兵出宫，直奔相府。但伏胤和司马虔很要好，司马虔要求伏胤帮他的父亲，事成之后与他共图富贵。伏胤遂诱杀司马允。最初司马伦兵败，传言司马伦已经被擒，百姓大悦。得知司马允遇害，百姓莫不叹息。
事后司马倫加九錫，增封五萬戶。惠帝以司馬遹子司马臧为皇太孙，太子官署转为太孙官署，以司马伦行太孙太傅，司马伦和司马臧同去东宫。

### 稱帝時期
司馬倫矯詔晉惠帝禪位，自稱皇帝，尊惠帝為太上皇，改元建始；惠帝迁金墉城；皇太孙司马臧被废为濮阳王同迁，不久被害。由於濫封爵位過甚，時人為之諺曰：「貂不足，狗尾續。」為成語「狗尾續貂」的由來。司馬倫本身沒有才能，所有政務都由孫秀過問。又找人自稱司馬懿附身顯靈，說自己好話，為司馬懿建造廟宇。
先前司马冏因参与诛杀贾后迁为游击将军，不满，有恨色。孙秀察觉且忌惮，迁为平东将军、假节，镇守许昌。司马伦迁为镇东大将军、开府仪同三司，希望以恩宠安抚，但司马冏见众人对司马伦心存怨望，又图谋诛杀司马伦。
三月，齊王司馬冏起兵反司馬倫，成都王司馬穎、长沙王司馬乂、新野县公司马歆等支持。镇守关中的河間王司馬顒本已响应司马伦征兵，但得知诸王军队强盛，也转为支持诸王。赵军的士猗、许超与司马颖战于黄桥，大胜，由督护赵骧率领的成都军败死八千余人。张泓与司马冏于颍水发生战斗，亦获胜。但赵军指挥混乱，司马伦以为张泓已战死，召回了许超，待到张泓获胜的消息传到，又派许超回去，导致军心不稳。为了击败司马冏，张泓全军渡过颍水攻击其大营，结果其下孙髦、司马谭、孙辅被一一击破，司马伦军大败，散归洛阳。而司马颖在黄桥战败后随即于温县以南与赵军再战，赵军将领士猗轻敌，遂崩溃，后来成都王埋葬战死者尸骨时，赵军死者有一万四千余人。不久，孙秀的儿子孙会与义军在湨水会战，又大败。

## 賜死
司马伦手下的王舆于宫内反，杀死了孙秀、谢惔、骆休、王潜、许超、士猗、孙弼等一众人，迫使司马伦下诏称自己被孙秀所误，触怒三王，如今孙秀已伏诛，自己将迎回太上皇，去农田终老。黄门带着司马伦及太子司马荂前往汶阳。百官从金墉城迎回了惠帝。张泓于阳翟向齐王投降。
此后，司马伦父子被幽禁於金墉城，梁王司馬肜上奏司馬倫罪狀，尚书袁敞持节賜金屑苦酒将其毒死。临死前司马伦羞惭以手巾盖住脸，口中念着：“孙秀误我，孙秀误我……”司马伦的四个儿子也被交付廷尉处决。
司马伦死后被称为赵庶人。

## 子
- 司馬荂，皇太子
- 濟陽王司馬馥
- 汝陰王司馬虔
- 霸城王司馬詡

均于301年与其一同被赐死。

## 著作
司馬倫与舍人馬朗合著《圍棋勢》二十九卷。

## 評價
- 房玄龄：“伦实庸琐，见欺孙秀，潜构异图，煽成奸慝。乃使元良遘怨酷，上宰陷诛夷，乾耀以之暂倾，皇纲于焉中圮。遂裂冠毁冕，幸百六之会；绾玺扬纛，窥九五之尊。夫神器焉可偷安，鸿名岂容妄假！而欲托兹淫祀，享彼天年，凶暗之极，未之有也。”“伦实下愚，敢窃龙图，乱常奸位，遄及严诛。”（《晋书·卷五十九·列传第二十九》）

## 相关影視
- 中國大陸電視劇《大军师司马懿:虎啸龙吟》（2017年）：劉奇飾演司馬倫

## 延伸阅读
[在维基数据编辑]
 《晉書·卷059》，出自房玄齡《晉書》